# Società Meteorologica Italiana
Die Società Meteorologica Italiana (SMI) ist eine italienische Fachgesellschaft, in der Meteorologen und an der Meteorologie interessierte Personen zusammengeschlossen sind. Die „Italienische Meteorologische Gesellschaft“ befasst sich auch mit der Klimatologie und der Glaziologie. Die gemeinnützige Organisation hat ihren Sitz in Moncalieri bei Turin.

## Geschichte
Die Geschichte der Gesellschaft geht zurück auf die wissenschaftliche Arbeit des Barnabitenpaters Francesco Denza. Denzas Lehrer und Freund Angelo Secchi hatte 1855 im Kirchenstaat zwischen Rom, Ancona und Ferrara einen täglichen telegraphischen Austausch von Wetterdaten organisiert und so den Anstoß für den Aufbau eines Wetterdienstes gegeben. Der aus Neapel stammende Denza wurde Ende 1856 Lehrer am Barnabitenkolleg in Moncalieri, wo er 1859 eine Wetterwarte („Osservatorio Meteorologico“) einrichtete. Seine Daten tauschte er mit den im Piemont und im Aostatal gelegenen privaten Wetterwarten von Alessandria, Aosta, Bra, Ivrea, Mondovì, Pinerolo und Turin aus. Nach der Einigung Italiens im Jahr 1861 regte er die Einrichtung weiterer (zunächst in der Regel privater) Wetterstationen an. Seine Daten und Studien veröffentlichte Denza in der von ihm Ende 1865 gegründeten Fachzeitschrift Bullettino Meteorologico dell’Osservatorio del Real Collegio Carlo Alberto in Moncalieri. Das Jahr 1865 gilt wegen der Gründung des Bullettino und der Corrispondenza Meteorologica Italiana als Gründungsjahr der Società Meteorologica Italiana. Denza war auch bei der Zeitschrift seinem Vorbild Angelo Secchi gefolgt, der seit 1862 das Bollettino Meteorologico dell’Osservatorio del Collegio Romano veröffentlichte. Aus Secchis Observatorium auf dem römischen Palazzo del Collegio Romano entstand ab 1876 der heutige militärische Wetterdienst Italiens.
Anfang September 1880 fand in Turin eine gemeinsame Mitgliederversammlung der Corrispondenza Meteorologica Italiana und des Club Alpino Italiano statt, auf der die Associazione Meteorologica Italiana gegründet wurde, in der das bisherige Corrispondenza-Netzwerk aufging. Bei dieser Gelegenheit wurde Denzas Wetterwarte in Moncalieri zum „Zentralen meteorologischen Observatorium“ der Vereinigung erklärt und diesem die damals 186 anderen Wetterwarten und weitere kleinere Wetterstationen nachgeordnet. Daten und Studien veröffentlichte man im Bollettino Mensuale („monatliches Bulletin“; diesen Namen hatte die Fachzeitschrift Denzas nunmehr angenommen). 1883 nahm die Vereinigung den Namen Società Meteorologica Italiana an.
Ab den 1880er Jahren zeichnete sich ab, dass der finanziell besser ausgestattete staatliche Wetterdienst die bisherige Rolle der Meteorologischen Gesellschaft schrittweise übernehmen würde. Die Gesellschaft stellte sich dieser Entwicklung nicht in den Weg und überließ dem „Königlichen Zentralbüro für Meteorologie“ zunächst 70 Wetterwarten leihweise, womit sie wesentlich zu dessen Aufbau beitrug. Mit Unterstützung der Salesianer Don Boscos errichtete die Società Meteorologica Italiana in jenen Jahren einige Wetterwarten in Südamerika, unter anderem 1887 in Punta Arenas, seinerzeit die südlichste Wetterwarte der Welt.
Francesco Denza, der 1886 einen ersten Schlaganfall erlitten hatte, verließ 1890 Moncalieri, um in Rom den von ihm vorgeschlagenen Wiederaufbau der Vatikanischen Sternwarte zu leiten. Damit begann der langsame Abstieg der Gesellschaft, deren Auflösung nach Denzas Tod im Jahr 1894 nur mit Mühe verhindert werden konnte. Mehrere hundert Wetterwarten und Stationen der Gesellschaft gingen nunmehr ganz an den staatlichen Wetterdienst und an den damaligen Servizio Idrografico Italiano. Die Fachzeitschrift der Gesellschaft erschien bis 1930 nur noch unregelmäßig und in reduzierter Form und wurde dann von der Zeitschrift La Meteorologia Pratica des Benediktiners Bernardo Paoloni übernommen. Von 1939 bis 1943 gab man dann die Rivista di Meteorologia heraus. Der Zweite Weltkrieg führte 1943 zur Auflösung der Gesellschaft.
Am 8. Juni 1993 wurde in Turin die Società Meteorologica Subalpina gegründet, die sich in der Nachfolge von Francesco Denzas Corrispondenza Meteorologica sah. Gleichzeitig gründete man die Fachzeitschrift Nimbus. Auf Initiative der Società Meteorologica Subalpina wurde dann am 6. November 2000 die Società Meteorologica Italiana wiedergegründet. Die Subalpina erklärte sich innerhalb der nationalen Gesellschaft zur regionalen Sektion für den Nordwesten Italiens. Die lange Inaktivität und das faktische Monopol des Wetterdienstes der italienischen Luftwaffe hatten dazu geführt, dass die italienische Meteorologie auf internationaler Ebene nicht mehr angemessen vertreten wurde. Dank verschiedener Initiativen entstanden kleinere Gesellschaften, oder andere Gesellschaften deckten auch die Meteorologie ab. Dazu zählen die Unione Meteorologica del Friuli Venezia Giulia, die Società Italiana di Meteorologia Applicata (SIMA), die Associazione Italiana di Agrometeorologia und die Associazione Geofisica Italiana (AGI), die wie die Società Meteorologica Italiana Mitglied der European Meteorological Society wurden, in welcher normalerweise jeweils nur eine nationale meteorologische Gesellschaft vertreten ist. Zur besseren Vertretung auf internationaler Ebene entstand der Dachverband Unione Italiana di Meteorologia (UNIMet), dem die Società Meteorologica Italiana angehört.